# Park Miejski w Łukowie
Park Miejski – park położony w Łukowie, w centralnej części miasta, między ul. Rogalińskiego, ul. Warszawską i rzeką Krzną Południową. Ma powierzchnię 3,97 ha. Teren parku jest wpisany do Gminnej Ewidencji Zabytków.

## Historia parku
Stowarzyszenie Budowy Parku im. Marszałka Piłsudskiego w Łukowie powstało w 1934 r. Pierwotny projekt wykonał warszawski architekt, inż. Stanisław Schönfeld. Obszar przeznaczony na park, według planu z 1935, miał znacznie większą powierzchnię, niż obszar obecnie istniejącego parku – obejmował m.in. teren, na którym znajduje się szpital św. Tadeusza i ciągnął się aż do obecnej ul. Partyzantów. Prace budowlane rozpoczęto w 1938 r. Nie jest jasne, jaką część prac zdążono wykonać przed wybuchem II wojny światowej.
W maju 2010 r. otwarto zmodernizowany park. W 2015 r. zbudowano,  a w styczniu 2016 r. – oficjalnie otwarto w parku amfiteatr, który ma służyć do organizacji imprez plenerowych.

## Galeria

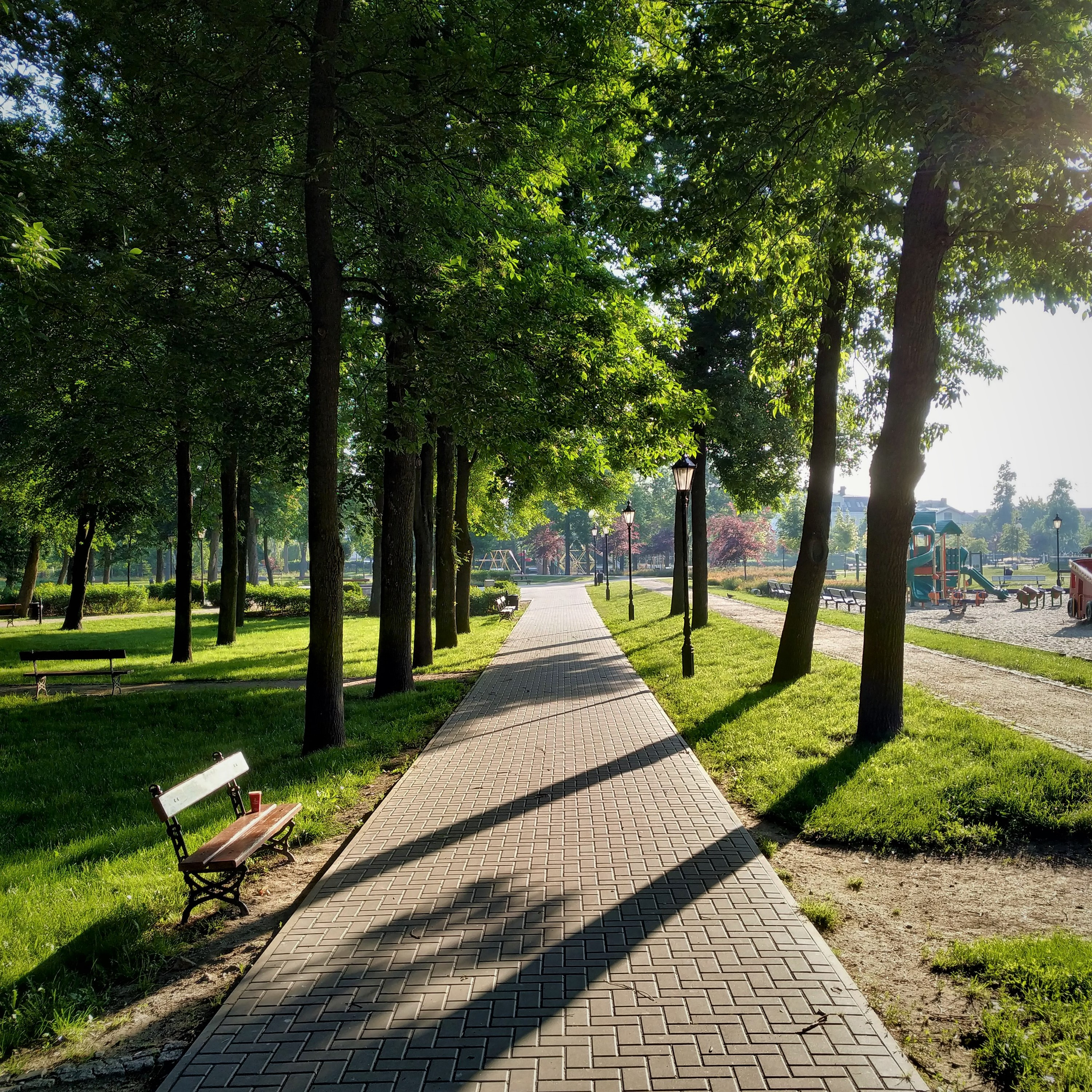
Alejka w parku
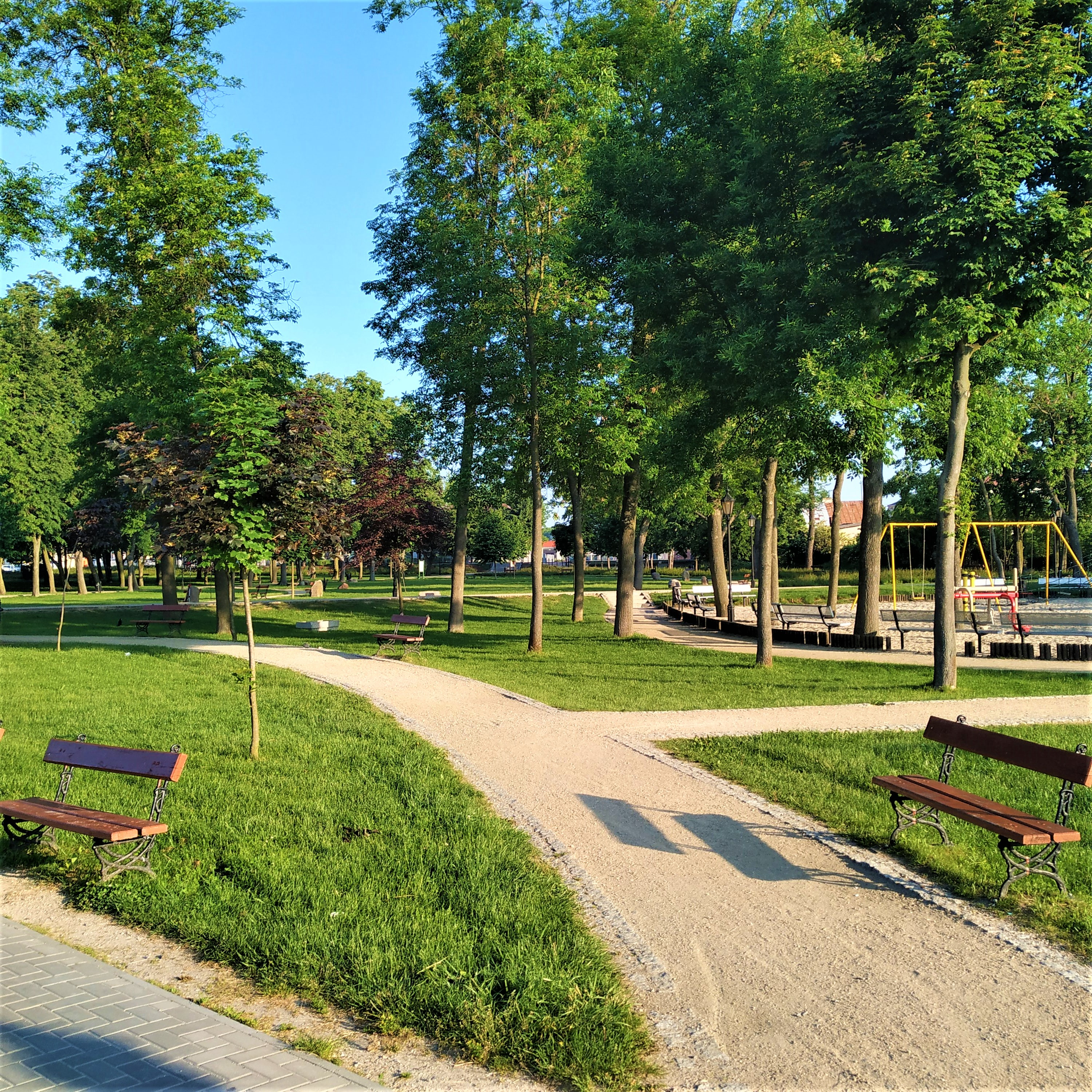
Alejka w parku, w tle plac zabaw
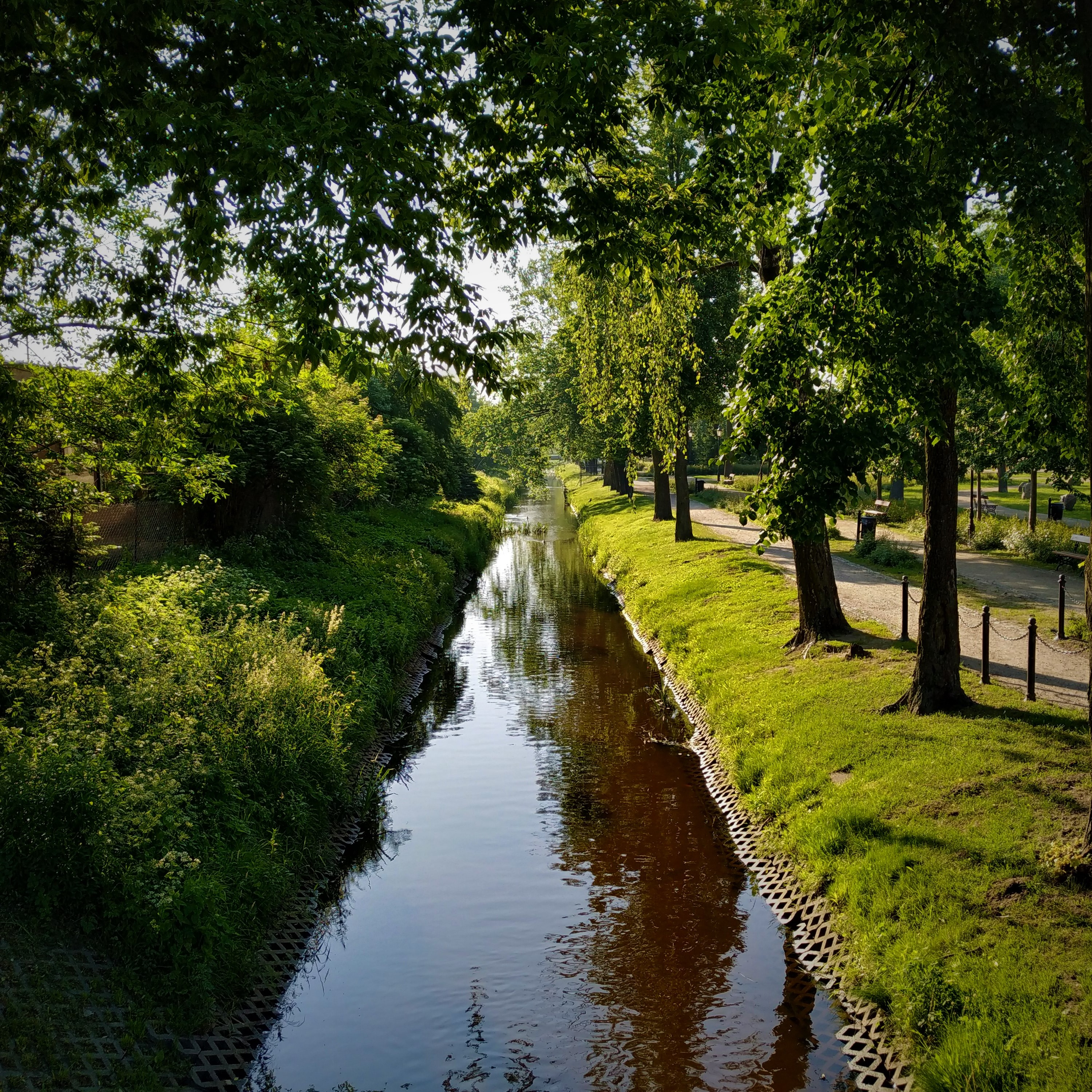
Krzna Południowa, po prawej stronie park
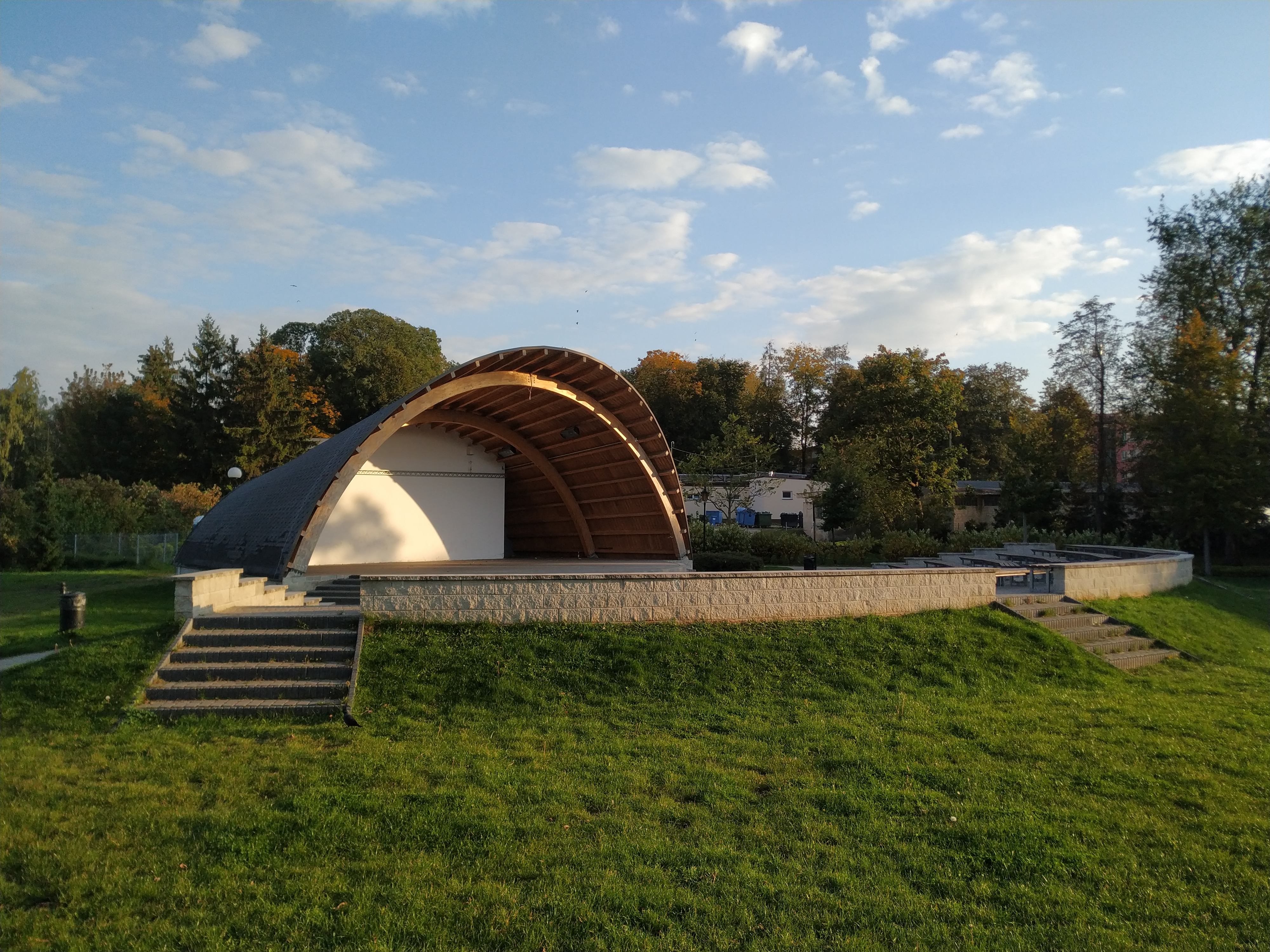
Amfiteatr
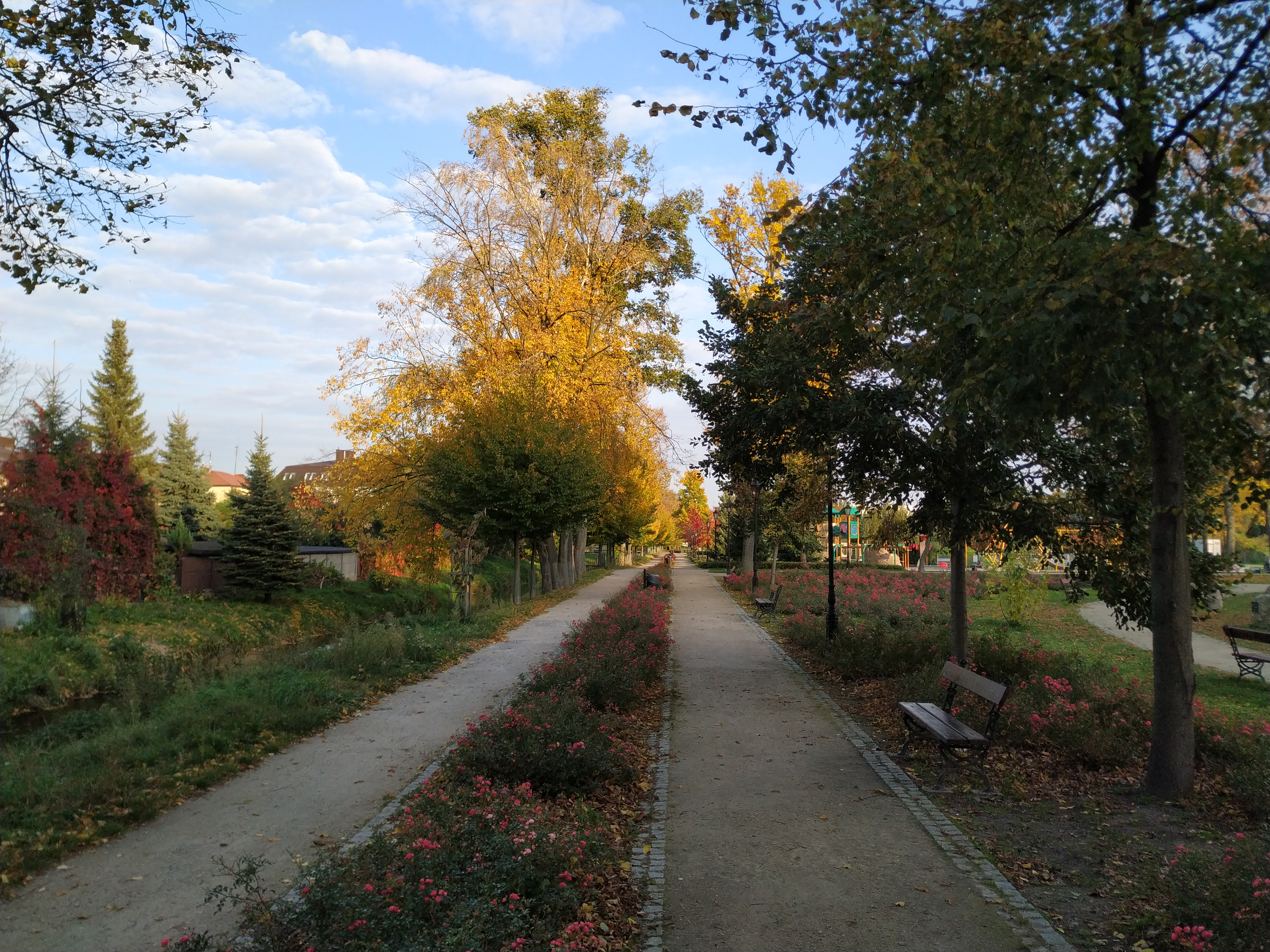
Alejka nad Krzną jesienią
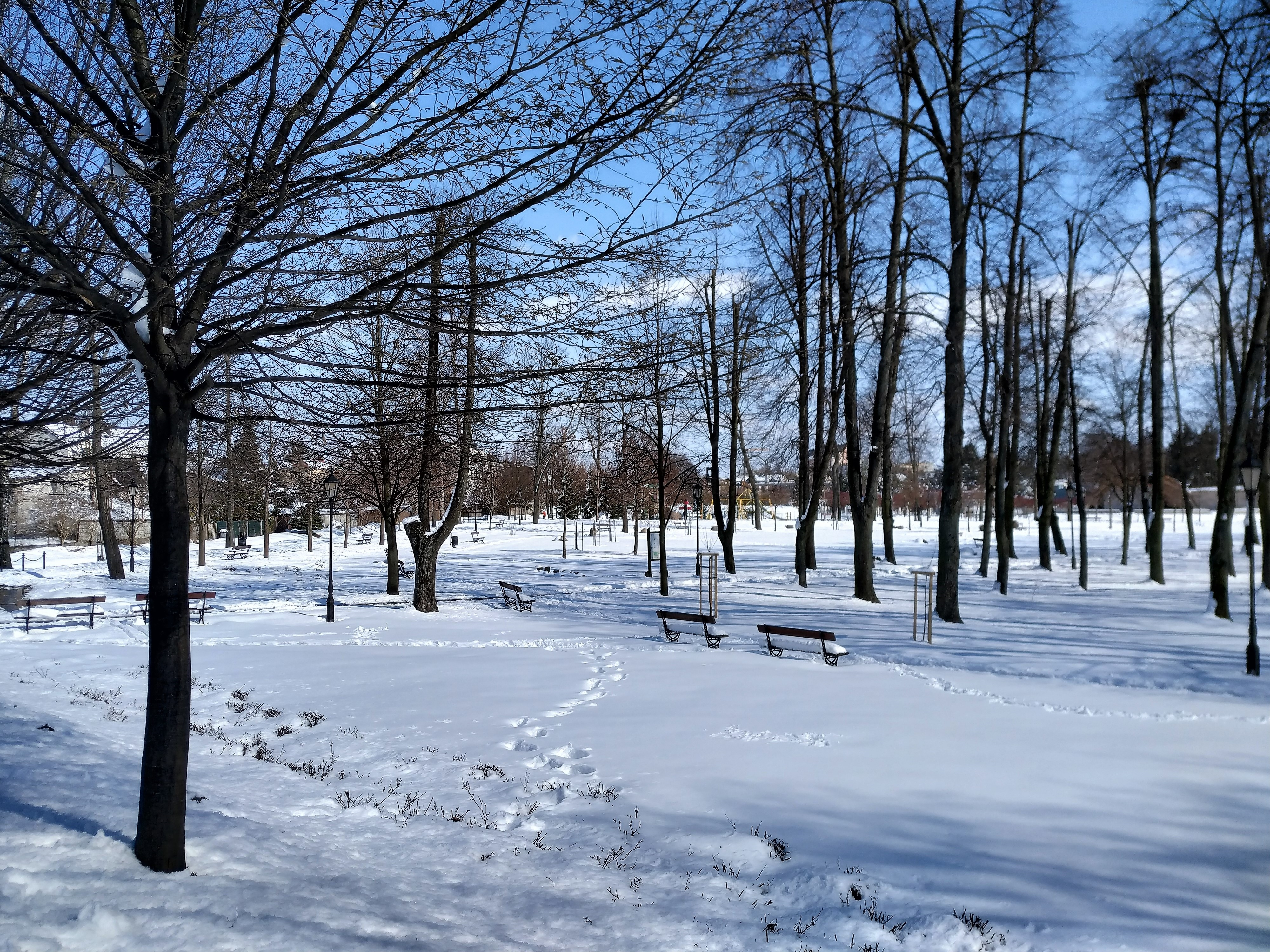
Park Miejski zimą
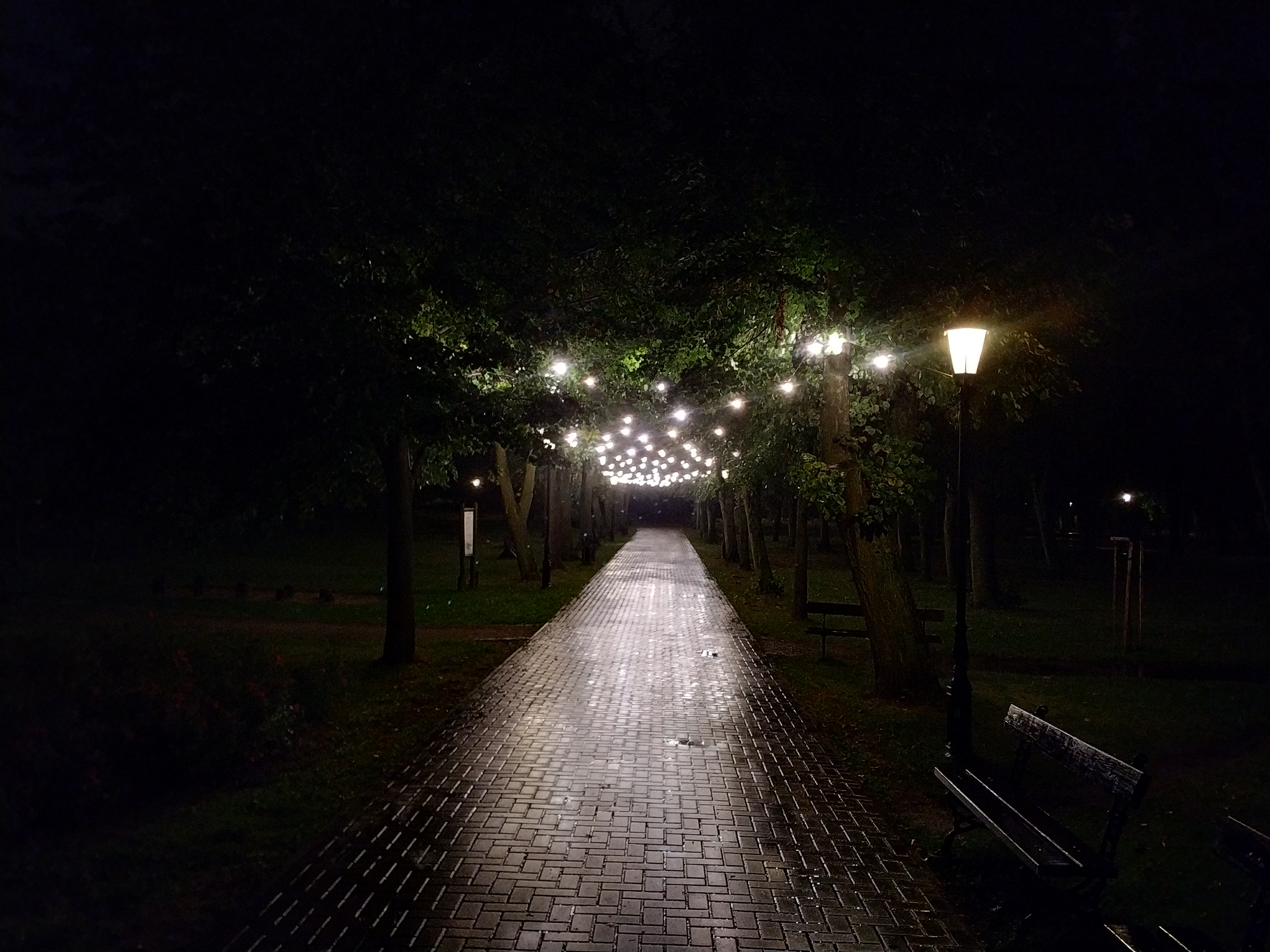
Park Miejski nocą